# إزاتشيك
إزاتشيك هي قرية في البوسنة والهرسك. وهي تقع على أراضي مدينة بيهاتش التابعة لكانتون يونا-سانا في اتحاد البوسنة والهرسك. طبقا لنتائج تعداد البوسنة عام 2013 فقد كان عدد سكانها 1,116 نسمة.

## الجغرافيا
تقع إزاتشيك على بعد 5 كم شمال غرب مدينة بيهاتش.

## التركيبة السكانية

### التطور التاريخي للسكان
| 1961 | 1971 | 1981 | 1991 | 2013 |
| ---- | ---- | ---- | ---- | ---- |
| 837  | 981  | 1042 | 1215 | 1116 |

### المجتمع المحلي
في عام 1991 كان المجتمع المحلي لقرية إزاتشيك يتألف من 3,201 نسمة وهم موزعون على النحو التالي:

## وصلات خارجية
- (بالإنجليزية) منظر فضائي-إزاتشيك